# 역전재판의 등장인물 목록
이 글은 역전재판의 주,조연들을 소개하는 곳이다. 소생하는 역전은 따로 발매되었지만 외수판에서는 역전재판 1과 동일한 편으로 취급받기 때문에 역전재판 1에 포함한다.

## 역전재판 1

### 첫 번째 역전
타카비 미카(일본어: 高日 美佳)
이 사건의 피해자. 모델이며 피고인과 애인관계이다. 성은 일본어로 위압적인 태도란 뜻인 다카비샤(일본어: 高飛車)에서 따왔다.
야마노 호시오(일본어: 山野 星雄) [야마노]
이 사건의 증인이며 진범이자 신문외판원이다. 이름은 일본경찰에서 "사건의 범인"이란 뜻의 은어로 쓰는 야마노 호시(일본어: 事件の犯人)에서 따왔다.

역전검사 2-2 옥중의 역전에서도 잠깐 나온다.
야하리 마사시(일본어: 矢張 政志) [야하리]
이 사건의 피고인. 나루호도 류이치의 친구이다.

'사건 뒤엔 언제나 야하리'라는 별명을 가지고 있다. (やはり/矢張り/야하리  역시. 결국. 다른 것과 같이. 마찬가지로. 예상대로. 라는 일본어)

### 역전자매
호시카게 소라노스케(일본어: 星影 宇宙ノ介) [호시카게]
변호사. 「호시카게 법률사무소」의 소장으로 아야사토 치히로의 스승이기도 하다.
그는 피고인과 나루호도 자신에 대한 변호를 거부했는데, 그 이유는 코나카의 협박 때문이다.
쇼치쿠 우메요(일본어: 松竹 梅世) [우메요]
이 사건의 목격자. 정보수집회사 「코나컬처」의 사원이자 코나카의 비서이다. 이름은 일본에서 상, 중, 하의 고유어로 쓰이는 소나무와 대나무와 매화(松竹梅)의 음을 따서 이름을 붙였다.
그녀는 정보를 수집하는 일 말고도 치히로를 도청하는 일도 했었다.
코나카 마사루(일본어: 小中 大) [코나카]
이 사건의 진범이다. 그는 호시카게 소라노스케 외, 유명변호사나 정치인 등의 고위권력층들을 협박했다. DL-6호사건에서 호시카게 스라노스케를 협박해 아야사토 치히로와 마요이의 모친인 아야사토 마이코를 파멸시킨 장본인이자 아야사토 치히로를 살해한 범인이기도 하다.

### 역전의 토노사맨
니보시 사부로(일본어: 荷星 三朗) [니보시]
이 사건의 피고인. 험악한 겉모습과는 달리 착한 성격.
이부쿠로 다케시(일본어: 衣袋 武志)
이 사건의 피해자. 토노사맨의 악역 괴인 아쿠다이칸을 연기하는 액션 배우. 한 때는 잘나갔던 배우였으나 어느 날부터 3류로 전락했다.
오오바 카오루(일본어: 大場 カオル) [아줌마]
매우 수다스럽고 다소 할머니 같은 촬영소 경비원.
오타키 규타(일본어: 大滝 九太) [큐타]
이번 사건의 목격자. 말을 잘 안 듣지만 아야사토 치히로의 말이라면 뭐든지 잘 듣는다.
마미야 유미코(일본어: 間宮 由美子) [스태프]
촬영소의 스태프. 일은 잘하지만 손재주는 별로인 모양. 토노사맨의 팬이기도 하다.
우자이 다쿠야(일본어: 宇在 拓也) [감독]
토노사맨의 감독. 뚱뚱한 체형에 안경을 쓰고 땀을 줄줄 흘리고 있는 편.
히메가미 사쿠라(일본어: 姫神 サクラ) [히메가미]
이 사건의 진범. 토노사맨의 프로듀서를 맡았으며 야쿠자와 연이 닿아있다는 소문이 있다.

### 역전, 그리고 안녕
나마쿠라 유키오(일본어: 生倉 雪夫)
변호사. 이번 사건의 피해자. DL-6호 사건의 피고인 하이네를 변호하였으나 의뢰인이 무죄라 생각지 않고 자신의 체면만 생각한 이기주의자.
카루마 고우(일본어: 狩魔 豪) [카루마]
카루마 메이의 부친이자 미츠루기 레이지의 스승이고, 유명한 검사이다. 40년간 완전무패의 전력을 자랑하나 나루호도 류이치에게 패하고 자취를 감춘다. 하지만 마지막날 재판중에,자신의 모든 비밀이 드러나자,레이지에게 강력한(?) 한방을 먹인다. 그리고, 그의 비명 소리는 제자,이치코노기리형사 등에게 옮겨갔다.근데 제자인 미츠루기 레이지,형사인 이스코노기리 형사는 정작 그걸 기합으로 쓰고 있다.
오오사와기 나츠미(일본어: 大沢木 ナツミ) [나츠미]
파파라치. 기사가 될만한 사건을 취재중이다. 관서 사투리가 심하며 이름그대로 여기저기 참견하기 좋아하는 성격의 소유자이다.
미츠루기 신(일본어: 御剣 信)
미츠루기 레이지의 아버지. 미츠루기 레이지가 어릴 적 DL-6호사건에 의해 살해당했다.
아야사토 마이코(일본어: 綾里 舞子)
아야사토 마요이의 어머니. 영매를 이용해 증언을 얻지만 용의자가 무죄 판결을 받아 명예를 잃고 사라졌다. 역전재판3에서 텐류사이 에리스라는 이름으로 살아가지만 결국 사망.
하이네 코타로(일본어: 灰根 高太郞) [하이네]
이 사건의 진범. 무죄 판결을 받기 위해 정신 이상자로 위장했어야 했던 사건 이후 복수를 위해 살아왔다.

### 소생하는 역전
호우즈키 아카네(일본어: 宝月 茜) [아카네]
의뢰인. 아야사토 마요이보다 1살 어리지만 토모에 수석검사의 여동생. 언니가 살인사건의 피고인이 되자 언니의 후배인 아야사토 치히로에게 의뢰를 시도, 나중에 나루호도 변호사에게 의뢰를 하게 된다.
호우즈키 토모에(일본어: 宝月 巴) [토모에]
피고인. 호우즈키 아카네의 언니로 칸토 카이지의 측근. 우수한 성적으로 법조계에 입문했으나 칸토 카이지의 계략에 의해 동생인 아카네가 살인 사건에 범인으로 휘말리자 이를 덮기 위해 칸토 국장의 공범이 된다.
타다시키 미치오(일본어: 多田敷 道夫) [타다시키]
피해자. 흰 양복을 입은 수사관으로 상당한 정의감을 가지고 사건 수사에 매진했던 것 같다. 그러나 2개의 장소에서 같은 시각에 살해된 것으로 보고 되는 말도 안되는 사태가 벌어진다.
칸토 카이지(일본어: 巌徒 海慈) [간토]
경찰국장. 사실 <소생하는 역전>의 진범. SL-9호 사건과 타다시키 수사관 살해 사건 모두 그가 저지른 것이다.
한 때 호우즈키 토모에와 팀을 짜서 수많은 사건을 해결했던 인물이었으나 어느 날 자신의 집무실에서 검사 '자이몬 나오토'와 수사중이던 연쇄살인범 '아오카게 죠우', 토모에의 동생인 '호우즈키 아카네' 3명이 기절해 있는 것을 발견하고 무서운 계획을 꾸미게 된다.
자이몬 쿄우스케(일본어: 罪門 恭介) [자이몬]
용의자. 서부영화에 나올법한 복장과 말투로 등장, 이후 2년전 사건의 관계자로 밝혀진다.
간토 청장의 말에 따르면 형의 죽음과 재판 과정에 의문을 품고 면직 직전의 동료였던 쿄우카 및 미치오 수사관을 설득하여 사건을 규명하려고 하였다. 게다가 타다시키 수사관의 ID카드를 미리 훔쳐 증거품을 몰래 조사하려고 하였으나 여러 방해에 밀려 실패, 이후 사건의 진상을 듣게 된다.
자이몬 나오토(일본어: 罪門 直斗)
검사. 통칭 '아오카게 사건'으로 불리는 SL-9 사건의 담당 검사로 미츠루기 검사의 전임자이나 의문의 죽음을 맞이하였다.
이치노타니 쿄우카(일본어: 市ノ谷 響華) [쿄우카]
도시락장수. 2년 전까지 타다시키 수사관과 함께 일한 적이 있으며 면직 처분 후 검사에 대한 증오를 지닌 채 사건을 목격한다.
히라바이 스스무(일본어: 原灰 ススム) [히라바이]
순사. 경찰서 증거보관실 내의 사건 용의자로 법정에 출석, 이후 총무과에서 경비과로 부서 이동을 강제적으로 당했다.
아오카게 죠우(일본어: 青影 丈)
살인자. 2년전 사건의 피고로서 재판을 받아 사형당했다. 다만 마지막 살인 혐의는 사후에 간토 청장의 증거 조작으로 밝혀진다.

## 역전재판 2

### 잃어버린 역전
스즈키 마코(일본어: 須々木 マコ) [마코]
이 사건의 피고인. 여경으로 애인을 살해했단 혐의를 받고 있다. 이름의 유래는 계속되는 패배란 뜻인 일본어: まけ つづき에서 따온 것으로 추정된다.
마치오 마모루(일본어: 町尾 守)
이 사건의 피해자. 피고인과 같은 경찰. 피고인과 '애인'이라는 것은 일종의 오해였던 것으로, 도움 받은 것에 대한 답례가 주위 사람에게 그리 보인 것이다.
이름의 유래는 "마을을 지킨다"라는 뜻이다.
모로헤이야 타카마사(일본어: 諸平野 貴雅) [모로헤이야]
재수생. 이 사건의 진범. 어느 사기단의 일원이다. 이 사건의 재판 시작 전 나루호도 류이치의 머리를 가격해 그를 일정시간 동안 기억상실 증세를 보이게 한다.

### 재회, 그리고 역전
키리사키 테츠로우(일본어: 霧崎 哲郎) [키리사키]
이번 사건의 피해자이자 외과의사.
1년 전 당시 간호사인 하나카 미미가 14명의 환자에게 약물을 잘못 투입해 모두 사망하고, 그후 얼마되지 않아 일어난 하나카 미미의 교통사고 때문에 생긴 오해 때문에 아야사토 마요이에게 하나카 미미의 영을 불러서 각서를 쓰게 만들려고 쿠라인에 입회한다.
아야사토 키미코(일본어: 綾里 キミ子) [키미코]
하나카 미미와 공범이자, 아야사토 마요이의 이모.
자신이 당주가 되지 못한 것에 대한 한을 품어, 하루미를 낳고 하루미를 당주로 세우려고 안달난 사람. 후에 더욱 끔찍한 사건을 꾸민다.
하나카 노도카(일본어: 葉中 のどか) [노도카]
하나카 미미의 동생. 오컬트에서 영매와 관련된 자료를 스크랩해서 올리는 여대생. 어리버리하고 멍청하지만 사실 1년 전 교통사고로 사망.
하나카 미미(일본어: 葉中 未実) [미미]
하나카 노도카의 언니. 자신의 실수로 14명의 환자들과 더불어 1년 전의 교통사고로 자신의 동생까지 죽여, 교통사고로 심하게 훼손된 자신의 얼굴을 동생 노도카의 얼굴로 복구시키고, 동생을 대신하여 살아감. 이번 사건의 진범.
홋타 원장(일본어: 堀田院長) [홋타]
여자를 심하게 밝히고 하나카 노도카의 면허증 사진을 가지고 있는 남자. 병원의 원장이라고 주장하지만 실은 그 병원의 환자이다. 그리고 이 사건이 해결되고 나서, 역전재판2의 4화 '잘있거라 역전'에서 카루마 메이가 가벼운 총상을 입고 입원해 있는 중 카루마 메이를 좋아하게 됨. 말끝마다 '음...'을 붙인다.
오오사와기 나츠미 (일본어: 大沢木 ナツミ) [나츠미]
목격자. 자칭 "특종 사진 작가." 본작의 시점에서 23 세. 전작의 마지막 이야기로 촬영 한 사진이 심령 사진임을 깨닫고이를 계기로 "오컬트 계 작가"로 전향하여 소인의 마을을 방문했다
아야사토 쿄우코(일본어: 綾里 供子)
쿠라인 영매도의 창시자로 알려진 바에 따르면 그녀의 원혼이 도자기 안에 있다고 한다.
아야사토 마요이(일본어: 綾里 真宵) [마요이]
이번 사건의 피고인. 아야사토 마이코의 딸. 1년 전까지 나루호도의 조수로서 도움을 주었다.
아야사토 하루미(일본어: 綾里 春美) [하루미]
천재적인 영력을 가진 아야사토 키미코의 딸이며 사건 당일에 아야사토 쿄우코의 영혼이 깃든 항아리를 깨뜨렸다.

### 역전 서커스
맥시밀리안 갤럭티카(일본어: マキシミリアン・ギャラクティカ)
통칭 맥스[マックス]. 본명은 야마다 쿄우헤이(일본어: 山田 耕平). 이번 사건의 의뢰인이자 피고인. 타치미 리카와 교제 중인 것으로 보이며, 재계약 문제로 단장과 교섭했다고 한다. 하는 말마다 고져스를 붙인다.
타치미 나오토(일본어: 立見 七百人)
이번 사건의 피해자. 타치미 리카의 아버지이자 타치미 서커스의 단장. 인품이 두터워 사후에도 서커스 단원들을 묶어주고 있다.
타치미 리카(일본어: 立見 里香) [미리카]
통칭 미리카[ミリカ]. 맥시밀리안 갤럭티카와 리로(키즈미 벤) 사이의 삼각관계의 히로인. 맹수 조련사. 어릴 적부터 서커스의 세상을 진짜라고 믿고 살고 있다.
키즈미 벤(일본어: 木住 勉) [벤]
복화술사. 아주 심각하게 소심한 성격을 지닌 인물. 자신의 인형 리로가 없으면 할 말도 못한다. 타치미 리카를 좋아한다.
토미타 마츠오(일본어: 富田 松夫) [토미]
일명 토미[トミー]. 어릿광대. 몹시 썰렁한 개그를 구사하며 타치미 단장이 죽은 뒤 단장이 된다.
리로 [リロ, 리로]
벤의 인형. 벤을 대변하는 역할. 타치미 리카를 짝사랑하고 있으며 고백할 의향이 있다.
키노시타 다이사쿠(일본어: 木下 大作) [아크로]
통칭 '아크로'. 이번 사건의 진범. 사실 그의 본래 목적은 타치미 단장이 아닌 타치미 리카였다.
키노시타 잇페이(일본어: 木下 一平)
통칭 '바트'. 아크로의 동생. 반년 전 사자에게 물리는 사고로 연수를 다쳐 의식불명 상태.

### 잘 있거라, 역전
오오토로 신고(일본어: 王都楼 真悟) [오오토로]
이 사건의 진범이자 피고인. "토노사맨 헤이!"의 주인공 토노사맨 역을 맡은 대스타. 겉으로는 순진하고 착해 보이지만, 속으로는 남을 이용하고 우습게 보며 자신이 제일 강한 사람인 줄 아는 최악의 연예인. 얼굴의 큰 흉터를 긴 앞머리로 숨기고 있다.
후지미노 이사오(일본어: 藤見野 イサオ)
이 사건의 피해자. 오오토로의 동갑이자 라이벌. "닌자 난쟈"의 주인공이었으며 나이에 비해 얼굴이 나이들어 보인다. 한편 자서전에서 곰과 싸운 이야기가 나온 이후 곰이 상징이 되어 대기실에는 곰과 간련된 물품들이 나온다. 이름의 유래는 불사신.
카미야 키리오(일본어: 華宮 霧緒) [키리오]
오오토로의 매니저이자, 2년 전에 자살한 아마노 유리에의 후배. 겉으로는 똑똑하고 당찬 커리어 우먼이지만 속으로는 남에게 의존만 하는 여자. 그리고 아마노 유리에가 자살하기 이전에 남긴 유서를 찾으려고 사건의 피해자인 후지미노 이사오에게 접근하고 유서를 찾으려 하지만 실패.
니보시 사부로(일본어: 荷星 三郎) [니보시]
"역전의 토노사맨"에서 피고인이었던 남자. 외모로봐서는 험상궂은 인상에 덩치가 크지만 소심하고 착하다. 그리고 오오토로의 선배. 나루호도 일행을 반도 호텔에 초대했으며 본인은 깨닫지 못하지만 사건에 중요한 장면을 다수 목격헌 것이 나중에 법정에서 밝혀진다.
오오바 카오루(일본어: 大場 カオル) [아줌마]
통칭은 "아줌마" "역전의 토노사맨"에서 에이토 촬영소의 경비를 맡았지만 사건이 해결된 직후, 에이토 촬영소에서 해고된 뒤, 호텔 반도의 경비를 맡게 됨. 후지미노 이사오의 열렬한 팬, 그리고 연예계의 가십기사를 수집하는 것이 취미.
아마노 유리에(일본어: 天野 由利恵)
원래는 오오토로의 매니저였지만, 오오토로에게 실컷 농락당한 다음에 버려지고, 후지미노 이사오의 매니저가 되어서 약혼까지 갔었지만 오오토로의 비열한 수작으로 후지미노 이사오에게 일방적으로 약혼을 파혼당하고, 결국엔 자살하는 비운의 인물.
타나카 타로(일본어: 田中 太郎) [다나카]
코로시야 사자에몬이 위장하기 위해 만든 인물. 오오토로의 집사. 역전검사 2의 1화에서도 나온다.
코로시야 사자에몬(일본어: 虎狼死家 左々右エ門) [코로시야]
살인청부업자이자 후지미노 이사오를 직접적으로 살해한 진범.
의리를 매우 중요시하는 킬러이고, 집안 대대로 살인청부업을 해왔다. 사자에몬은 제3대 코로시야(그의 성인 코로시야는 킬러라는 뜻이고, '사자에'는 소라라는 뜻이다.). 그리고 자신의 이름을 자랑스럽게 여겨서, 살인을 한 후에는 언제나 소라가 그려져있는 카드를 두고 간다. 맡은 임무를 철저히 실행하고 의뢰인이 자신을 배신하지 않는 한 의뢰인과의 약속을 절대로 깨뜨리지 않는 살인청부업자. 나루호도 류이치에게 제4대 코로시야를 찾고 있는데 관심이 있느냐 물어보기도 했다. 얼굴 중앙에 아주 큰 흉터가 있다.

## 역전재판 3

### 추억 속의 역전
나루호도 류이치(일본어: 成歩堂 龍一) [나루호도]
피고인. 용맹 대학 예술 학부에 재학 중인 3학년생. 당시 21세. 사정이 있어 변호사를 목표로 열심히 공부하고 있다. 감기 기운 때문인지 함부로 끼어들어 연관되거나 화제가 되는 순간 갑자기 이야기를 중단시켜 버린다.
논다 키쿠조우(일본어: 呑田 菊三) [논다]
이 사건의 피해자. 용맹대학의 약학부 3학년으로 나루호도의 애인인 치나미의 전 애인이다. 이름은 일본어로 "마시면 바로 효과가 있을 것이다."란 뜻인 논다라키쿠조(일본어: 飲んだら効くぞ)에서 따왔다.
미야나기 치나미(일본어: 美柳 ちなみ) [치나미]
이 사건의 진범이며 목격자. 용맹대학의 문학부 1학년. 사건 당시 나루호도의 애인. 이름은 일본어로 "피도 눈물도 없다."란 뜻인 치모나미다모나이(일본어: 血も涙もない)에서 따온 것으로 추측된다. 키미코의 숨겨졌던 딸이기도 하다.
호시카게 소라노스케(일본어: 星影 宇宙ノ介) [호시카게]
"호시카게 법률 사무소"의 소장 겸 변호사. 당시 61 세. 이때 한 벌은 갈색이 아니라 빨간색이었다. 본래라면 그가 나루호도의 변호를 담당할 예정이었지만 치히로의 희망에 따라 교체한다. 치질을 앓고 있는 것 같아서, 감정이 고조되면 욱신거리기 시작한다.

### 도둑맞은 역전
아마스기 유사쿠(일본어: 天杉 優作) [아마스기]
이번 사건의 피고인. 자신이 괴도 가면마스크임을 주장한다. 말끝을 흐리는 버릇이 있고, 쉽게 흥분한다. 전직 KB경비 경비대장.
아마스기 마레카(일본어: 天杉 希華) [마레카]
피고인 아마스기 유사쿠의 부인. 이전에 강도에게 인질이 되었다가 유사쿠에게 구조받았기 때문인지 범죄자와 비겁한 것을 싫어한다. 돈 쓰는 것과 바이크 타는 것을 좋아한다.
카미야 키리오(일본어: 華宮 霧緒) [키리오]
전직 매니저. 어둡고 차가운 성격이었으나 나루호도에 의해 웃음을 되찾고 밝고 착한 성격으로 변했다 하지만 그에 따른 부작용일까? 덤벙대는 성격이 되어버렸다. 타카비시야 대전시장의 관리책임자.
호시이다케 아이가(일본어: 星威岳 哀牙) [아이가]
이 사건의 진범이자, 자칭 명탐정. 이번 사건의 증인으로 출석한다. 말로 형언 할 수 없는 헤어스타일의 소유자. 오른쪽 눈에 돋보기를 끼고 다니며 코가 매우 길다. 게다가 수상쩍게도 사건 당일 행적이 묘연하다.
부스지마 쿠로베(일본어: 毒島 黒兵衛)
이번 사건의 피해자. KB 경비회사의 사장이다. 호시이다케 아이가의 정체를 알고 그를 협박하고 있었다.
야하리 마사시(일본어: 矢張 政志) [야하리]
나루호도 류이치의 친구. KB 경비회사에서 근무하고 있다. 선배 경비원인 오오바 카오루의 꾸중을 많이 듣는다.

### 역전의 요리법
스즈키 마코
이번 사건의 피고인. 전직 순경. 트레비앙에서 일하고 있었다가 피고석으로 다시 돌아왔다. 이후 무죄로 판명.
혼도보 카오루
트레비앙의 주인. 이번 사건의 증인으로 출석한다. 이 사건의 공범. 이후 식당을 다른 이에게 넘겨주었다.
이가라시 쇼헤이
무직. 이번 사건의 목격자. 여자를 밝히며 웨이트리스를 보기위해 비싼돈을 감안하고 트레비앙의 단골이 되었다.
오카 타카오
프로그래머. 이번 사건의 피해자. 독이 든 커피를 마시고 그 자리에서 사망. 프로그램 제작 회사 "버그닥터"의 사원이자 컴퓨터 바이러스 클리닝봄버의 제작자
시바쿠조 토라노스케
이 사건의 진범. 피고인에게 죄를 완벽하게 씌우기 위해 골판지로 변호사 배지를 만들어서 가짜 나루호도 행세를 하여 스즈키 마코에게 접근해 역대최악의 엉터리 변호를 하기도 했다. 대출업체 "돈빌리제"의 사장. 사투리가 심하며 아주 큰 고함을 질러 법정을 공포에 빠트린다.
코이케 케이코
프로그램 제작 회사 "버그닥터"의 사장. 오카 타카오의 상사. 로보트처럼 보이나 엄연히 인간이라 추궁시 당황하는 모습을 보인다.
시카바네 곤타
대부업계를 주름잡는 시카바네파의 두목. 우라미의 조부. 인물파일로만 그 존재를 느낄 수 있으나 그 위세가 대단해 재판관도 알아본다.
시카바네 우라미
돈빌리제의 사원. 시카바네 곤타의 손녀. 몹시 음침한 분위기를 가지고 있다. 이 사건의 공범.

### 역전의 시작
미츠루기 레이지(일본어: 御剣 怜侍) [미츠루기]
검사. 이번 사건을 통해 처음으로 법정의 검사석에 서게 되었다. 참고로 변호사인 아야사토 치히로보다 3살 연하이다.
오나미다 미치루(일본어: 尾並田 美散) [오나미다]
이번 사건의 피고인. 과거에 미야나기 치나미의 유괴 및 살인죄로 체포되어 형을 선고받고 복역 중이었다가 탈옥했다.
미야나기 유우키(일본어: 美柳 勇希) [유우키]
이번 사건의 피해자. 미야나기 치나미의 이복언니. 형사. 승용차 트렁크에서 시신으로 발견되었다. 이름의 유래는 용기[유키].
무쿠이 사토코(일본어: 無久井 里子) [사토코]
이번 사건의 목격자. 용맹대학의 문학부에 재학 중. 그러나 그녀의 정체는 미야나기 치나미. 여지껏 신분을 속이고 살아왔다. 정황상 이 사건의 진범으로 보인다.
카미노기 소류(일본어: 神乃木 荘龍) [카미노기]
변호사. 아야사토 치히로의 선배. 이번 사건서 치히로에게 협력한다. 하지만 피고인 겸 증인의 자살 기도로 사건이 종결. 반년 후 유력한 용의자를 만나 현상을 시도 했으나 독물 중독으로 중태, 후에 '화려한 역전'에서 고도 검사로 등장한다.
아야사토 치히로(일본어: 綾里 千尋) [치히로]
신참 변호사. 첫 법정이다. 승소할뻔했으나 피고인 오나미다 미치루가 독을 먹고 자살하여 재판이 무효가 되고 큰 충격에 빠져 한동안 법정에 나서지 못했다.

### 화려한 역전
텐류사이 에리스
본명은 아야사토 마이코. 아야사토 치히로와 마요이 자매의 친어머니이다. 이번 사건의 피해자이자 그림책 작가이다. 칠지도에 찔려 숨진 채로 발견되었다.
하자쿠라인 아야메
이번 사건의 피고인. 하자쿠라인의 여승. 미야나기 치나미의 쌍둥이 여동생. 주지인 비키니와 찍은 사진을 보고 나루호도가 놀란다. 이후 정체가 밝혀진다.
비키니
이번 사건의 목격자. 영행도장 '하자쿠라인'의 주지. 사건 보고를 간략히 받은 미츠루기는 주지의 이름을 듣고 엉뚱한 소리라고 생각했으나 주시의 법명임을 확인한다. 이후 재판 과정에서 미츠루기 검사를 훈남으로 불렀으며 카루마 메이와 함께 별당에 갇힌 인물을 구조하는 작업을 하며 정을 나누었다.
카루마 메이
채찍을 휘두르는 검사. 이번 사건에서 나루호도와 미츠루기를 도와준다.
아야사토 키미코
하루미와 아야메, 미야나기 치나미의 모친. 형무소에 수감중. 이 사건의 배후.
텐류사이 마시스(야하리 마사시)
나루호도와 미츠루기의 친구. 텐류사이 에리스의 제자이다.
미야나기 치나미
역전재판에서 최악으로 꼽히는 악녀. 나루호도 류이치의 살해 계획이 아야사토 치히로에 의해 실패로 돌아가자 교도소에서 아야사토 키미코와 협력, 아야사토 마요이를 살해할 계획을 꾸몄으나 아야사토 치히로의 벽을 넘지 못하고 저승으로 되돌아간다.

## 역전검사 1

### 역전의 방문자
나카마도 신지(일본어: 仲間戸 真治) [나카마도]이번 사건의 피해자. 형사. 미츠루기의 집무실에서 숨진 채로 발견되었다.
유키 마코토(일본어: 優木 誠人) [유키]검사. 피해자 나카마도 신지의 파트너. 이번 사건서 미츠루기와 대결을 펼친다.
스즈키 마코(일본어: 須々木 マコ) [마코]이번 사건의 범인으로 지목되었다. 전직 순경. 검사국의 경비원.
이토노코기리 케이스케(일본어: 糸鋸 圭介) [이토노코]형사. 사건의 초동수사를 담당한다. 미츠루기 레이지의 협력자.

### 역전 에어라인
카루마 메이검사. 카루마 고의 딸. 이번 사건을 통해 미츠루기와 조우한다.
코노미치 이치루이번 사건의 범인으로 지목되었다. CA 치프.
아쿠비 힉스이번 사건의 피해자. 국제수사관. 승강기에서 숨진 채로 발견되었다.
징크 화이트 2세보르지니아의 부호가이자 미술상. 미츠루기를 범인으로 몰아세운다.
시라오토 와카나CA. 통역에 능하다. 보르지니아어 또한 통역이 가능하다. 계속해서 코노미치를 범인으로 몰아세운다.

### 가로채진 역전
이치죠 미쿠모자칭 대도둑 야타가라스. 검사 이치조 쿠로의 딸. 이번 사건서부터 미츠루기를 협력한다.
로우 시류(狼 士龍)국제수사관. 서봉민국 출신. 이번 사건을 통해 미츠루기와 첫 대면을 갖는다.
시이나로우 시류의 파트너. 국제수사관으로 추정되나 사실여부는 불분명하다.
아마노가와 조이치로아마노가와 히카루의 부친. 아마노가와 콘체른의 총재. 부호가.
아마노가와 히카루아마노가와 조이치로의 아들. 납치범들에 의해 유괴되었다.
하라바이 스스무순경. 유원지 <반도 랜드>에서 체포군 옷을 입고 일하고 있다.
오구라 마스미이번 사건의 피해자. 아마노가와 콘체른의 집사. 주차장에서 숨진 채 발견되었다. 본명은 쿠라마 스미오.
오리토 히메코아마노가와 히카루의 친구. 그의 애인으로 추정된다. 오구라 마스미의 친딸. 본명은 쿠라마 히메코.
호우즈키 아카네과학수사 매니아. 본래는 유학 중이나 잠시 고국으로 돌아왔다.
오오바 카오루미츠루기의 팬. 반도 랜드에서 경비관련 업무를 맡고 있었다.

### 지나간 역전
카루마 고검사. 검사국의 대표적인 베테랑으로, 여지껏 법정에서 단 한 차례의 패배도 없었다. 카루마 메이의 부친.
이치조 쿠로검사. 이번 사건의 피해자. 이치조 미쿠모의 부친. 마카리 토오루와 함께 숨진 채 발견되었다.
디드 만코도피아 대사관의 직원. 대사관 앞에서 총격을 받고 그 자리에서 사망했다.
마카리 토오루이번 사건의 피해자. 디드 만을 총으로 살해한 진범으로 지목되었다. 이치조 쿠로와 함께 숨진 채 발견되었다.
카즈라 유우코과거 아마노가와 콘체른의 비서로 근무했다. 3년 전 살해당했다.
카즈라 히미코변호사. 카즈라 유우코의 친언니. 이번 사건서 미츠루기와 대결을 펼친다.
바도 잇테츠베테랑 형사. 카루마 고와 친분이 있다. 이번 사건의 초동수사를 담당.

### 타오르는 역전
마니 코친다미안 힌지의 비서로 바발 공화국 대사관의 직원. 이번 사건의 피해자. 비서 집무실에서 숨진 채 발견되었다.
아카이시 아오이절도범. 수배대상자. 이번 사건의 또다른 피해자로 직업은 없으며, 괴도 가면마스크를 사칭하여 모방범죄를 저질렀다. 알레바스트 대사 집무실에서 숨진 채 발견되었다.
다미안 힌지바발 공화국의 전권 대사. 마니 코친의 상관이다.
카네지 온레드알레바스트 전권 대사. 또한, 사실은 밀수조직의 보스이며, KG-8호 사건 지시 및 이번 사건의 진범이다. 카네지(carnage)가 대량학살범을 뜻함. 온 레드(on red: 위기에 처했다.) 라는 이름자체가 그가 범인인 것을 나타낸다. 2단 변신이 가능하다. 평소엔 선량한 척 연기하다가 그의 정체가 드러나자 본심을 드러낸다.
시이나그녀의 정체는 카즈라 히미코. 7년 전의 사건 이후 모습을 바꾸고 신분을 위장한 채 살아왔다. 사실 카즈라 히미코라는 이름도 가명. 카즈라 유우코와도 관계없는 인물이었다.
야하리 마사시미츠루기의 오랜 친구. '토노사맨 쇼'에서 토노사맨 역으로 일하던 중이다.
오오바 카오루미츠루기의 팬. '토노사맨 쇼'에서 히메사맨의 대역을 맡고 있었다.

## 역전검사 2

### 역전의 표적
오 테이쿤(王 帝君)서봉민국의 대통령. 효탄 호수서 연설 도중 정체불명의 공격을 받는다.
하야미 미키코(速水 ミキコ)르포라이터. 사건의 목격자. 이번 사건의 범인으로 지목되었다.
코로시야 사자에몬살인청부업자. 이전에 서봉민국의 대통령인 테이쿤을 암살하려 했으나 실패한 바 있다. 이 당시 토지로 가이로부터 공격을 받고 왼팔을 부상당했다.
나이토 마노스케프로경호원. 서봉민국의 대통령인 오 테이쿤의 경호업무를 담당하고 있다.
토지로 가이프로경호원. 이번 사건의 피해자. 오 테이쿤 대통령의 경호업무를 총괄하고 있었다.
이토노코기리 케이스케형사. 사건의 초동수사를 담당. 미츠루기의 든든한 협력자.
이치조 미쿠모(一条 美雲)자칭 대도둑. 이치조 쿠로의 딸. 이번 시리즈에서도 미츠루기에게 협력한다.

### 옥중의 역전
나이토 마노스케이번 사건의 피해자. 전 화의 진범. 형무소 내 작업실A에서 숨진 채 발견되었다.
시가라키 타테유키변호사. 미츠루기 법률사무소의 2대 소장. 미츠루기 레이지의 부친인 미츠루기 신의 제자. 이번 사건을 통해 미츠루기와 재회하게 된다.
오리나카 슈지형무소에 복역중인 죄수. 복싱에 소질이 있다.
미카가미 하카리재판관. 검사 심사회의 일원으로 미츠루기를 적대시하고 있다. 이치야나기 유미히코와는 물론 그 아버지인 이치야나기 반사이와도 협력관계다.
이치야나기 유미히코신참 검사. 이치야나기 반사이의 아들. 이번 사건서 미츠루기와 대결을 펼친다.
사루시로 소타이번 사건의 범인으로 지목되었다. 시가라키에게 변호를 의뢰한 상태. 나이토와 친분이 있다.
미와 마리형무소의 소장. 동물 애호가.
야마노 호시오전직 신문 판매원. 과거에 타카비 미카를 살해한 죄로 형을 선고받고 복역중이다.
호인보 료켄암살자. 연쇄살인범. 형무소 내 독방에 복역중. 과거에 '맹인 암살자'로 불리었다. 코로시야 사자에몬과도 친분이 있다.
로우 시류서봉민국 출신의 국제수사관.
타치미 리카<타치미 서커스단>의 단원으로 타치미 나오토(타치미 서커스단의 1대 단장)의 딸. 형무소 내 서커스 공연의 총괄책임자.

### 계승되는 역전#
# = 18년 전과 현재를 오가는 다중시점의 시나리오로 인물에 관한 정보도 18년 전과 현재로 따로 서술하였다.

#### 18년 전 편
미츠루기 신(18년 전)변호사. 미츠루기 레이지의 부친. 시가라키 타테유키의 스승이다. 이번 사건에서 텐가이 잇세이의 변호를 담당한다.
시가라키 타테유키(18년 전)변호사 지망생으로 미츠루기 신의 제자다. 텐카이 잇세이의 변호를 맡은 신을 돕는다.
텐카이 잇세이(18년 전)파티셰. 세계 제일의 실력자로 알려진 인물이다. 얼마 전의 과자 콘테스트를 주도했으며 효도 이사쿠를 살해한 혐의로 유치소에 수감중이다.
오야시키 츠카사(18년 전)텐카이 잇세이와 함께 TV 프로그램 '댄스위츠'를 진행하는 미모의 여성. 더불어 텐카이의 조수.
카자미 유타카(18년 전)파티셰. 특기는 사탕과자. 과자 콘테스트의 참가자로 다른 후보들과 경쟁중이었다.
효도 이사쿠(18년 전)조각가. 예명은 폴 홀릭. 이번 사건의 피해자로 머리에 외상을 입고 사망. 시신의 최초 발견자는 오야시키 츠카사.
델리시 스콘(18년 전)약제사. 잉글랜드 출신으로 델리셔스라고도 불린다. 파티셰를 위장해 이번 과자 콘테스트에 참가했다.
카루마 고(18년 전)검사. 카루마 메이의 부친. 이번 사건의 담당검사로 미츠루기 신과 대결을 펼친다.
바도 잇테츠(18년 전)형사. 사건의 초동수사를 담당. 이번 사건서 미츠루기 변호사를 협력한다.

#### 18년 후 편
미츠루기 신(현재)고인(故人). 18년 전의 사건 이후 발생한 DL-6호 사건의 피해자로서 그때 총상을 입고 목숨을 잃었다.
시라가키 타테유키(현재)미츠루키 법률 사무소의 2대 소장. 18년 전 사건의 진상을 알고자 사건 현장을 방문한다.
텐카이 잇세이(현재)진범이 아님에도 불구하고 카루마의 협박조의 회유에 못 이겨 결국 허위자백을 하고 말았다. 유죄를 선고받은 이후로 현재까지 복역중이다.
오야시키 츠카사(현재)18년 전의 사건 이후 텐카이의 저택에서 쫓겨났다. 그 후로 배우로서 활동하면서 막대한 돈을 벌어들였고 그 재력을 바탕으로 텐카이의 저택을 사들여 미술관으로 개조했다.
카자미 유타카(현재)미술관 내 분수광장에서 쓰러진 채로 발견되었다. 18년 전의 사건 이후 서봉민국으로 3년간 유학을 떠난 것으로 파악되었다.
효도 이사쿠(현재)18년 전에 사라졌던 그의 시신은 분수광장 내 분수대에서 떠오른채로 발견되었다.
델리시 스콘(현재)현재는 오야시키가 운영하는 미술관 내 의무실의 책임자로서 근무하고 있다.
카루마 고(현재)18년 전 사건 당시 텐카이에게 허위자백을 강권했다. 2년 전의 재판서 DL-6호 사건의 피의자로 판명되어 유죄를 선고받고 형무소에 복역중.
야하리 마사시(현재)예술가 지망생. 미츠루기의 친구로 예명은 텐류사이 마시스. 유독가스를 마시고 쓰러진 카자미 유타카를 최초로 발견했다.

### 망각의 역전
이치야나기 반사이검사. 전 검사국장이자 검사 심사회의 회장. 이치야나기 유미히코의 부친. 미츠루기에 대해 상당히 적대적인 태도를 보인다.
무토 토코이타미 대학병원의 간호사. 이타미 오토메의 조수. 기억상실에 걸린 미쿠모를 미츠루기에게 데려온다.
이치조 미쿠모자칭 대도둑. 이치조 쿠로의 딸. 심각한 기억상실에 걸려 이전에 있었던 일들을 전혀 기억하지 못한다.
카고메 츠바사변호사. 검사 심사회의 일원. 이번 사건의 피해자로 흉기에 가슴을 찔려 과다출혈로 사망했다.
카루마 메이검사. 카루마 고의 딸. 국제경찰과 협력하면서 밀수조직의 실체를 추적하고 있다.
이타미 오토메의사. 이타미 대학병원의 원장. 이번 사건을 담당한 검시관이다.
호즈키 아카네과학 수사관 지망생. 호즈키 토모에의 여동생. 본래는 미국에 유학중인 유학생이나 잠시 고국으로 돌아왔다. 이번 사건서 미츠루기를 협력한다.
오오사와기 나츠미저널리스트. 사건 전날서부터 빅타워 51층에서 잠입취재를 해왔다고 한다. 하야미 미키코의 스승(보다는 선배에 가깝지만)이기도 하다.
카메이 류지과거 카고메 츠바사의 연인. SS-5호 사건을 목격했고 그 때문에 살해당했다.

### 위대한 역전
오 테이쿤서봉민국[西鳳民國]의 대통령으로 사건 현장에서 무거운 물체에 의해 압사당한 채 발견된다.
아이자와 시몬미카가미 판사의 양아들. 영화배우로 영화 촬영을 위해 현장에 왔다.
마미야 유미코<역전의 토노사맨>에 나왔던 에이토 촬영소의 도구 담당 스태프. 최근 들어 시력이 떨어졌다고 한다. 테이쿤의 시체를 가장 먼저 발견하고 신고했다.
니보시 사부로친숙한 액션 배우. 보르모스 역으로 촬영에 참가하고 있었다.
아이자와 아미외교관. 미카가미 판사의 지인. 아이자와 아미의 친모이며 서봉민국 대통령의 숨겨진 아내.
카메이 류지SS-5호 사건의 피해자. 프리랜서 기자였으며 카고메 츠바사의 연인이었다.
사루시로 소우타역전 검사 2 내의 모든 사건에 관여한 인물. 사건관계자들은 이 사실을 알고 경악했다.

## 역전재판 4

### 역전의 조커
오도로키 호우스케(일본어: 王泥喜 法介) [오도로키]변호사. 이번 시리즈의 주인공. 가류 키리히토의 제자.
우라후시 카게로우(일본어: 浦伏 影郎) [우라후시]이번 사건의 피해자. 여행 중 러시아 음식점인 보르하치에서 피고인 나루호도 류이치와 포커 중 사망. 후에 본명이 나나후시 카게로우로 밝혀진다.
사카이 마사카(일본어: 居 雅香) [사카이]이번 사건의 증인. 러시아 음식점인 보르하치에서 일한다. 본업은 딜러.
가류 키리히토(일본어: 牙琉 霧人) [가류]이번 사건의 진범. 변호사. 오도로키 호우스케의 스승. 가류 쿄우야의 친형.
나루호도 류이치(일본어: 成歩堂 龍一) [나루호도]이번 사건의 피고인. 전직 변호사. 보르하치에서 피해자 우라후시 카게로우와 포커를 침.

### 역전연쇄의 거리
나루호도 미누키나루호도 류이치의 앙녀. 이번 사건서부터 변호사 오도로키 호우스케를 협력한다.
호우즈키 아카네형사. 과학수사 매니아. 이번 사건서부터 변호사 오도로키 호우스케를 조력한다.
가류 쿄우야검사. 이번 사건서부터 변호사 오도로키 호우스케와 법정대결을 펼친다. 가류 키리히토의 친동생. 가류웨이브의 리더이자 보컬.
키타키 타키타이번 사건의 피고인. 나미나 미나미의 약혼자. 키다키 츠네카츠의 아들이며 6개월 전 심장 근처에 총을 맞았다.
우카리 테루오이번 사건의 피해자. 의사. 우카리 외과의원의 원장. 총격을 받고 사망.
나미나 미나미이번 사건의 진범. 키타키 타키타의 약혼녀. 전직 간호사.
카와즈 쿄우사쿠용맹대학의 이공학부 학생. 이번 사건의 목격자이자 신고자.
야타부키 무기츠라나루호도가 자주 찾는 된장라면집의 주인. 사건 당일에 포장마차를 잃어버렸다.
키타키 코우메피고인 키타키 타키타의 모친.
키타키 츠네카츠피고인 키타키 타키타의 부친이자 키타키파의 4대 두목.
히키타 원장히키타 클리닉의 원장.

### 역전의 세레나데
로메인 레타스(일본어: ローメイン レタス) [레타스]이번 사건의 피해자. 라미로아의 매니저 및 통역사이자 국제경찰의 수사원이었다. 보르지니아의 누에고치에 대해 수사 중이였다가 마유즈키 다이안의 의해 사망하게 된다.
마키 토바유(일본어: マキ トバーユ) [마키]이번 사건의 피고인. 맹인인 척하지만, 사실 맹인이 아니고 일본어를 할 수 있으며 마유즈키 다이안의 공범.
라미로아(일본어: ラミロア) [라미로아]보르지니아에서 온 가수. 시력을 잃고 있다.(후에 회복한다.) 또한 이번 사건의 증인.
아루마지키 바란(일본어: 或真敷 バラン) [바란]마술사. 이루마지키 극단의 일원. 공연의 트릭을 맡았다.
마유즈키 다이안(일본어: 眉月 大庵) [다이안]국제수사관. 가류웨이브의 기타리스트이자 이번사건의 진범. 보르지니아에서 치료리스 증후군에 특효인 누에고치의 알을 입수하여 재판 위원장에게 팔아 거금을 얻으려고 했지만, 오도로키에 의해 들통나고 만다.

### 역전을 잇는 자(현재)
에세 도부로쿠이번 사건의 피해자. 화가이자 위조사. 에세 마코토의 부친.
에세 마코토이번 사건의 피고인. 에세 도부로쿠의 딸.
하미가키 쇼타로기자. 이번 사건의 증인.

### 역전을 잇는 자(7년 전)
아루마지키 잭이번 사건의 피고인. 마술사. 아루마지키 극단의 일원. 본명은 나나후시 카게로우. 미누키의 부친.
아루마지키 텐사이이번 사건의 피해자. 전직 마술사. 아루마지키 극단의 대표였다. 아루마지키 유우미의 부친.
이토노코기리 케이스케형사. 사건의 초동수사를 담당.
나루호도 미누키|나나후시 미누키아루마지키 잭과 아루마지키 유우미의 딸. 오도로키와는 아버지가 다른 남매. 잭이 아루마지키 텐사이의 살인사건 피고로 몰리고 도망가자 나루호도의 양녀로 들어가게 됨.
아루마지키 유우미과거에 아루마지키 극단의 일원이었다. 미누키의 모친. 후에 라미로아라는 가수가 된다. 오도로키의 어머니.
하라바이 스스무전직 순경. 법정 내 경비를 담당하는 경비원.

## 역전재판 5

### 역전의 카운트다운
키즈키 코코네신입 변호사. 피고인의 친구. 밝고 명랑한 성격이지만 변호인으로서 첫 사건이라 머뭇거리는 모습도 보인다.
아우치 후미타케검사. 나루호도 변호사에게는 어설픈 적의를 드러내며 변호인 측을 원숭이에 비유하며 피고에게 유죄를 선고하고자 한다.
나루호도 류이치전설의 변호사. 코코네와 오도로키의 상사. 무슨 일이 있어도 의뢰인을 믿는 성격에 허세를 부리는 모습으로 8년만에 복귀했다.
모리즈미 시노부피고인. 코코네의 친구인 여고생. 몸이 약해서 긴장을 하면 쉽게 발작하는 체질이라고 한다.
바라시마 신고목격자. 폭탄해체반 소속. 폭탄의 카운트다운을 목격했으며 어떤 사건의 증거물을 제출하기 위해 법정에 왔다.
카쿠 호즈미피해자. 바라시마와 같은 폭탄해체반 소속의 형사로, 바라시마와는 4화의 우주센터 폭발 사건 때문에 처음 만났다. 이후 일어난 법정폭파사건에서 유일하게 목숨을 잃은 사람으로, 머리에 피가 흐른 채로 죽어 있는 시체가 지방재판소 제4법정에서 발견되었다.
오도로키 호우스케코코네의 변호사 선배. 법정폭파사건 당시 시노부를 구하다가 입은 부상으로 정신을 잃고 코코네에게 사건을 넘겨준다.

### 역전의 백귀야행
큐비 킨지
텐마 데에몬
텐마 유메미
제니아라이 쿠마베
비요인 슈이치
그레이트 큐비
반 고조
유가미 진
키즈키 코코네
나루호도 미누키
오도로키 호우스케

### 역전 학원
모리즈미 시노부피고인. 1화의 사건 피고인으로 나온 그 여학생. 재판관 클래스 3학년이자 사립 테미스 법률학원의 학생회장. 학원제에서 모의살인사건 각본을 짰는데, 진짜 살인이 각본대로 일어나 있었던 바람에 살인혐의로 반 고조 형사에 의해 체포된다.
마치바 마사요피해자. 학원의 재판관 클래스 담당교사 겸 미술부 고문으로, 모의살인사건 각본에서 화살을 맞아 죽는 피해자 역이었으나 각본대로 진짜로 살해당한다. 굉장히 올곧은 성품에 '진실'을 법정에서의 최대 미덕으로 여기고 있어 학생들 사이에서 인망이 좋았으며, 학원의 졸업생 가류 쿄야의 은사이기도 하다.
이치로 신지학원의 변호사 클래스 담당교사. 그리스 철학자 동상 같은 외모가 특징. 교사 미치바 마사요가 살해되고 용의자로 모리즈미 시노부가 체포되었을 때 솔선수범하여 시노부를 변호하려고 했다. 허나 시노부는 이미 단짝친구 키즈키 코코네에게 변호를 의뢰해 둔 상태였기에, 직접 변호를 하는 대신 코코네를 돕게 된다. 다만 코코네가 아직 한 번도 변호를 해 보지 않은 햇병아리 변호사라는 점은 못마땅해하고 있는 것 같다.
우와사 아츠메학생. 골판지 상자에 숨어서 학우들의 정보를 수집하고 있는 이상한 녀석.이게 진짜 골판지 전사다! 얼굴이 드러나면 취재가 곤란해진다며 범정에서까지 얼굴을 꽁꽁 숨기고 있지만. 시노부와 같은 재판관 클래스 소속의 여학생이다
아츠이 치시오학생. 검사 클래스 3학년. 열혈남으로 불의를 보면 참지 못하는 성격이지만 열정이 지나친 탓에 과격한 면모도 보인다. 모리즈미 시노부, 시즈야 레이와는 학교에 들어온 이래 최고의 친구였고, 치시오가 점토로 직접 만든 우정의 증표를 서로 나눠 가질 정도로 확고한 사이이다. 하지만 최근 애정 삼각관계로 번져서 사이가 안 좋아졌다는 소문이 돌고 있다.
시즈야 레이학생. 변호사 클래스 3학년. 과묵한 성격이며, 학교의 에이스이기 때문에 남들에게 안하무인으로 대할 때가 많다. 모리즈미 시노부, 아츠이 치시오와 삼각관계를 이루고 있다고 알려졌지만, 본인들은 일단 우정의 관계라고 말하고 있다. 다만 레이는 실제로 치시오와의 모의재판에서 이긴다면 정식으로 시노부에게 대시할 생각이었던 듯.
가류 쿄야게스트 출연. 이 학원의 졸업생으로, 학원제에서 공연 및 검사 지망생의 실기지도를 하기 위해 참석했다. 은사였던 미치바 선생의 살인사건의 진상을 밝히기 위해 코코네 일행에게 적극적으로 협조한다.

### 별이 된 역전
아오이 다이치역전재판 시리즈의 등장인물. 역전재판 5 <별이 된 역전>에서 단도에 찔려 죽은 피해자로 등장한다. 23세의 젊은 청년으로, 7년 전부터 오가와라 우주센터에서 근무했다. 당시는 16살짜리 학생이었기 때문에 단지 견습생 신분이었고, 7년 동안 경험을 쌓아 어엿한 우주 비행사가 되었지만 우주선이 발사되기 직전에 그만 살해당하고 말았다. 중학생 시절부터 오도로키 호우스케의 하나밖에 없는 친구로 지냈으며, 서로의 삶에 큰 영향을 주었다.
호시나리 타이요피고인. 오가와라 우주센터 소속 아오이의 동료인 우주비행사. 7년 간 우주를 맴돌던 절망적인 상황에서 생환한 'HAT-1호의 기적'의 당사자로 모르는 사람이 없는 일본 대표 우주비행사다. 그런데 정작 그는 그 사건 이후 우주공포증을 앓고 있다. 원래는 밝고 적극적인 성격이었으나 용의자로 몰린 뒤로는 달관했는지 모든 걸 체념하고 한숨만 쉰다.
카쿠 호즈미목격자. 사건이 일어나기 전에도 우주센터에서 경비를 맡고 있었다가 센터장과 함께 사건을 목격했다. 목격자를 대표해서 증언을 할 예정이었으나 법정이 폭파되어 재판이 중단, 붕괴된 법정에서 시체로 발견되었다.
바라시마 신고경찰 기동대 폭탄해체반 소속. 제4화 <별이 된 역전> 의 재판의 관계자로, 심리 중 법정이 폭발한 사건인 제1화 <역전의 카운트다운>에서는 증인으로 등장한다. 폭탄 해체 전문가로 자신의 일에 대한 자긍심이 꽤 높은 것 같다.
오가와라 우추역전재판 5의 등장인물. 자신의 이름을 딴 우주센터인 오가와라 우주센터의 센터장이다. 자신을 위인이라 주장하고 있다. 4화 <별이 된 역전>의 사건 당시 아오이 다이치가 제1라운지에서 살해당했을 때 카쿠 호즈미 형사와 동행해서 범행장면을 목격했다.
유가미 카구야우주센터에서 근무하는 로봇공학 과학자. 복장만으로 봐선 과학자라기보단 행사장 도우미 같은 모습을 하고 있다. 로봇들, 특히 폰타를 아주 험하게 다루며, 툭하면 샌드백으로 쓰기도 한다. 유가미 진의 누나로, 동생 때문인지 법조계를 불신, 혐오하고 있으며 나루호도 일행에게도 적대적이다.
폰코여성 AI를 지닌 우주센터의 로봇. 폰코 시리즈의 첫 번째 모델이다. 견학센터의 도우미 역할도 맡고 있다. 이름 Ponco는 Psychological Operator and Navigating Companion의 줄임말. 이름부터가 코로 끝나서 여성스러운데 이는 북미판에서도 동일하다.
폰타남성 AI를 지닌 우주센터의 로봇. 폰코보다 늦게 만들어진 폰코 시리즈의 두 번째 모델이다. 하지만 폰코와는 달리 언제나 카구야에게 끌려 다니면서 스트레스 해소용으로 학대당하고 있다. 정식 명칭은 폰코 2지만 다들 애칭으로 폰타라고 불러 준다.

### 미래를 향한 역전
키즈키 코코네UR-1호 사건의 용의자. 키즈키 마리 박사의 딸. 코코네가 잡혀간 다음날인 제5화 <미래를 향한 역전>에선 기계들이 반란을 일으켜 강제적으로 7년전에 일어난 UR-1호 사건의 재심리가 개정되었고, 이 사건의 진범이 코코네일지도 모른단 의혹이 제기된다.
키즈키 마리UR-1호 사건의 피해자. 키즈키 코코네의 어머니. 심리학 교수이며 우주센터의 연구원이다. 심리학에 관해서는 독보적인 인물이었던 모양으로, 향후 인류가 우주에 나갈 때를 대비하여 인간과 교감하고 소통할 수 있는 로봇을 연구했으며 폰코 시리즈의 프로그램을 디자인했다.
유가미 카구야우주센터의 기계들을 조작하여 소란을 일으키고 미누키를 포함한 우주센터 관광객들을 인질로 붙잡은 장본인. 1시간 내로 UR-1호 사건의 재심리를 진행할 것을 요구한다. 법조인들을 불신하면서도 오도로키에게만큼은 자신의 연구실로 들여와 차를 대접하는 등 친절하게 대한다.
유가미 진사형이 집행될 예정이었지만 유가미 카구야가 부득이하게 사형 집행을 하루 앞두고 로봇을 폭주시켜 코코네를 UR-1호 사건의 진범으로 고발하며 강제로 UR-1호 사건의 재심리를 하게 만들었다. 완전무죄를 선고받은 그는 사회로 복귀하고, 누나의 변호를 나루호도에게 맡기기로 한다. 그리고 특유의 화법으로 나루호도의 심리를 조작해서 라멘을 쏘게끔 유도한다.
미츠루기 레이지이제는 검찰청장. 5편에서는 오가와라 우주센터를 조사하고 있었던 나루호도와 하루미 앞에 나타난다. 원래 검찰청장이 현역 검사로 활동하는 일은 특례지만 최종화인 <미래를 향한 역전>에서 협박범의 요구로 지명되어 나루호도의 상대 검사로 법정에 서게 되어 UR-1호 사건의 재심리에서 법의 암흑시대를 끝내기 위해 특례로 법정에 서서 나루호도와 대립한다.
나루호도 류이치원래는 자신의 증거조작 누명을 푼 이후 여러 가지로 고민하고 있었는데 복귀해서 유가미 진 검사를 구해 달라는 미츠루기 레이지 검찰청장의 부탁에 다시 사법시험을 치르고 변호사로 복귀했다. 법의 암흑시대에 대해 책임을 지기 위해 7년 전에 유가미의 유죄 판결이 난 UR-1호 사건을 담당하게 된다.
나루호도 미누키<미래를 향한 역전>에서는 우주센터 관람객들과 함께 인질로 잡혀서 나루호도를 초조하게 만들기도 한다.(다만 <안녕히, 역전>에서 마요이가 납치되었을 때 정도만큼 미누키를 의식하고 긴장하진 않는다.
오도로키 호우스케독자적인 조사 끝에 증거품을 찾아와 <미래를 향한 역전>에서 다시 등장, 법정에서 코코네를 고발하기에 이른다. 내심 코코네를 범인이 아니라고 생각했으나 자신의 가치관으로는 코코네를 무조건 믿을 수도 없기 때문에 코코네의 무죄를 온전히 믿는 나루호도가 자신의 주장이 잘못됐다고 부정해 주길 바라는 심정을 갖고 있다.
아야사토 하루미8년 전 나루호도의 조수였던 아야사토 마요이의 사촌이자 견습 영매사. 나루호도에게 마요이의 편지를 전하러 왔다가 같이 조사를 나서게 된다.

### 역전의 귀환
나루호도 류이치
키즈키 코코네
아라후네 료지
아라후네 엘
우미노 쇼코
우라토리 레이카
이츠카 이쿠야
라이플
아야사토 하루미
나츠카제 스즈미
스고모리 가쿠
스나이퍼